# Cricotopus vierriensis
Cricotopus vierriensis is een muggensoort uit de familie van de dansmuggen (Chironomidae). De wetenschappelijke naam van de soort is voor het eerst geldig gepubliceerd in 1935 door Goetghebuer.